# Смит, Кейден
Кейден Нелсон Смит (англ. Kaden Nelson Smith; 24 апреля 1997, Атланта, Джорджия) — профессиональный американский футболист, тайт-энд клуба НФЛ «Нью-Йорк Джайентс». На студенческом уровне выступал за команду Стэнфордского университета. На драфте НФЛ 2019 года был выбран в шестом раунде.

## Биография
Кейден Смит родился 24 апреля 1997 года в Атланте. Младший из двух сыновей в семье. Вырос в Техасе. Окончил старшую школу имени Эдварда Маркуса в городе Флауэр-Маунд. Играл за школьные команды по футболу и баскетболу. За время школьной карьеры Смит сделал 144 приёма на 2260 ярдов, три раза включался в сборную звёзд округа, в 2015 году вошёл в состав сборной звёзд Техаса. Специализированными изданиями оценивался как один из трёх лучших тайт-эндов среди поступавших в колледжи в 2016 году.

### Любительская карьера
В 2016 году Смит поступил в Стэнфордский университет. Первый сезон он провёл в статусе освобождённого игрока, работая только на тренировках. В 2017 году он дебютировал в турнире NCAA, сыграл в четырнадцати матчах и набрал 414 ярдов с пятью тачдаунами. В 2018 году стал игроком стартового состава, принял участие в одиннадцати матчах и набрал 635 ярдов. По итогам сезона Смит вошёл в число финалистов Джон Мэки Эворд, награды лучшему тайт-энду NCAA.

#### Статистика выступлений в NCAA
| Сезон | Команда           | Игры | Приём | Приём | Приём | Приём | Вынос | Вынос | Вынос | Вынос |
| Сезон | Команда           | Игры | Rec   | Yds   | Y/A   | TD    | Att   | Yds   | Y/A   | TD    |
| ----- | ----------------- | ---- | ----- | ----- | ----- | ----- | ----- | ----- | ----- | ----- |
| 2016  | Стэнфорд Кардинал | —    | —     | —     | —     | —     | —     | —     | —     | —     |
| 2017  | Стэнфорд Кардинал | 14   | 23    | 414   | 18,0  | 5     | 0     | 0     | 0,0   | 0     |
| 2018  | Стэнфорд Кардинал | 11   | 47    | 635   | 13,5  | 2     | 0     | 0     | 0,0   | 0     |
| Всего | Всего             | 25   | 70    | 1049  | 15,0  | 7     | 0     | 0     | 0,0   | 0     |

### Профессиональная карьера
Перед драфтом НФЛ 2019 года аналитик сайта Bleacher Report Мэтт Миллер сильными сторонами Смита называл его способность как играть на блоках, так и работать на маршрутах, хорошие антропометрические данные, физическую силу, навыки чтения игры. К недостаткам он относил средний уровень атлетизма и недостаточную подвижность. Опасения у клубов могли вызвать последствия перенесённой им в 2018 году травмы стопы, а также низкие результаты во время показательных тренировок перед драфтом.
На драфте Смит был выбран «Сан-Франциско Форти Найнерс» в шестом раунде. Он провёл с командой предсезонные сборы, но перед стартом регулярного чемпионата был выставлен на драфт отказов и перешёл в «Нью-Йорк Джайентс». В своём первом сезоне в НФЛ он сыграл в девяти матчах, успешно выполняя задачи блокирующего и набрав на приёме 268 ярдов с тремя тачдаунами. В 2020 году Смит был вторым тайт-эндом команды, уверенно играя на блоках против лайнбекеров и других габаритных защитниках. В пасовом нападении его роль была менее значительной. В пятнадцати матчах он сделал 18 приёмов на 112 ярдов, 93 из которых набрал после ловли.

#### Статистика выступлений в НФЛ

##### Регулярный чемпионат
| Сезон | Команда           | Игры | Приём | Приём | Приём | Приём | Вынос | Вынос | Вынос | Вынос |
| Сезон | Команда           | Игры | Rec   | Yds   | Y/A   | TD    | Att   | Yds   | Y/A   | TD    |
| ----- | ----------------- | ---- | ----- | ----- | ----- | ----- | ----- | ----- | ----- | ----- |
| 2019  | Нью-Йорк Джайентс | 9    | 31    | 268   | 8,6   | 3     | 0     | 0     | 0,0   | 0     |
| 2020  | Нью-Йорк Джайентс | 15   | 18    | 112   | 6,2   | 0     | 0     | 0     | 0,0   | 0     |
| 2021  | Нью-Йорк Джайентс | 9    | 3     | 33    | 11,0  | 0     | 0     | 0     | 0,0   | 0     |
| Всего | Всего             | 15   | 74    | 692   | 9,4   | 3     | 0     | 0     | 0,0   | 0     |